# Josip Brezovec
Josip Brezovec (Varaždin, 12 marzo 1986) è un ex calciatore croato, di ruolo centrocampista.

## Caratteristiche tecniche
Brezovec è un regista dinamico dotato di buona visione di gioco.

## Carriera

### Club
Dal 2006 al 2014 ha sempre giocato nella massima serie del campionato croato, con Varaždin, Dinamo Zagabria, Slaven Belupo e Rijeka. Il 1º settembre 2014 si trasferisce in prestito alla società italiana dello Spezia, militante in Serie B.
Il 9 luglio 2015 il prestito viene rinnovato.
Il 21 gennaio 2016 torna a giocare nel Rijeka. Per la stagione 2016-2017 viene ceduto allo Sheriff Tiraspol dove disputa i preliminari di Champions League.

## Statistiche

### Presenze e reti nei club
Statistiche aggiornate al 16 aprile 2016.
| Stagione        | Squadra         | Campionato      | Campionato | Campionato | Coppe nazionali | Coppe nazionali | Coppe nazionali | Coppe continentali | Coppe continentali | Coppe continentali | Altre coppe | Altre coppe | Altre coppe | totale | totale | totale |
| Stagione        | Squadra         | Comp            | Pres       | Reti       | Comp            | Pres            | Reti            | Comp               | Pres               | Reti               | Comp        | Pres        | Reti        | Pres   | Reti   |        |
| --------------- | --------------- | --------------- | ---------- | ---------- | --------------- | --------------- | --------------- | ------------------ | ------------------ | ------------------ | ----------- | ----------- | ----------- | ------ | ------ | ------ |
| 2006-2007       | Varaždin        | 1. HNL          | 8          | 0          | CC              | ?               | ?               | -                  | -                  | -                  | -           | -           | -           | 8+     | 0+     |        |
| 2007-2008       | Varaždin        | PHNL            | 26         | 2          | HNK             | ?               | ?               |                    | -                  | -                  |             | -           | -           | 26+    | 2+     |        |
| 2008-2009       | Varaždin        | PHNL            | 29         | 4          | HNK             | ?               | ?               |                    | -                  | -                  |             | -           | -           | 29+    | 4+     |        |
| 2009-2010       | Varaždin        | PHNL            | 18         | 0          | HNK             | 3               | 1               |                    | -                  | -                  |             | -           | -           | 21     | 1      |        |
| 2010-gen. 2011  | Varaždin        | PHNL            | 16         | 4          | HNK             | 2               | 1               |                    | -                  | -                  |             | -           | -           | 18     | 5      |        |
| Totale Varaždin | Totale Varaždin | Totale Varaždin | 97         | 10         |                 | 5+              | 2+              |                    | -                  | -                  |             | -           | -           | 102+   | 12+    |        |
| gen.-giu. 2011  | Dinamo Zagabria | PHNL            | 6          | 0          | HNK             | 3               | 0               |                    | -                  | -                  |             | -           | -           | 9      | 0      |        |
| 2011-2012       | Slaven Belupo   | PHNL            | 26         | 5          | HNK             | 1               | 0               |                    | -                  | -                  |             | -           | -           | 27     | 5      |        |
| 2012-2013       | Rijeka          | PHNL            | 30         | 2          | HNK             | 1               | 0               |                    | -                  | -                  |             | -           | -           | 31     | 2      |        |
| 2013-2014       | Rijeka          | PHNL            | 25         | 1          | HNK             | 7               | 1               | EL                 | 6                  | 0                  |             | -           | -           | 38     | 2      |        |
| lug.-set. 2014  | Rijeka          | PHNL            | 6          | 0          | HNK             | 1               | 0               | EL                 | 5                  | 0                  |             | -           | -           | 12     | 0      |        |
| ste. 2014-2015  | Spezia          | B               | 33+1       | 4+1        | CI              | 0               | 0               |                    | -                  | -                  |             | -           | -           | 34     | 5      |        |
| 2015-gen. 2016  | Spezia          | B               | 17         | 2          | CI              | 4               | 0               |                    | -                  | -                  |             | -           | -           | 21     | 2      |        |
| Totale Spezia   | Totale Spezia   | Totale Spezia   | 50+1       | 6 + 1      |                 | 4               | 0               |                    | -                  | -                  |             | -           | -           | 55     | 7      |        |
| gen.-giu. 2016  | Rijeka          | PHNL            | 10         | 0          | HNK             | 0               | 0               |                    | -                  | -                  |             | -           | -           | 10     | 0      |        |
| Totale Rijeka   | Totale Rijeka   | Totale Rijeka   | 71         | 3          |                 | 9               | 1               |                    | 11                 | 0                  |             | -           | -           | 91     | 4      |        |
| Totale carriera | Totale carriera | Totale carriera | 250+1      | 24+1       |                 | 22              | 3               |                    | 11                 | 0                  |             | -           | -           | 284+   | 28+    |        |

### Cronologia presenze e reti in nazionale
| Cronologia completa delle presenze e delle reti in nazionale ― Croazia under 21 | Cronologia completa delle presenze e delle reti in nazionale ― Croazia under 21 | Cronologia completa delle presenze e delle reti in nazionale ― Croazia under 21 | Cronologia completa delle presenze e delle reti in nazionale ― Croazia under 21 | Cronologia completa delle presenze e delle reti in nazionale ― Croazia under 21 | Cronologia completa delle presenze e delle reti in nazionale ― Croazia under 21 | Cronologia completa delle presenze e delle reti in nazionale ― Croazia under 21 | Cronologia completa delle presenze e delle reti in nazionale ― Croazia under 21 |
| Data                                                                            | Città                                                                           | In casa                                                                         | Risultato                                                                       | Ospiti                                                                          | Competizione                                                                    | Reti                                                                            | Note                                                                            |
| ------------------------------------------------------------------------------- | ------------------------------------------------------------------------------- | ------------------------------------------------------------------------------- | ------------------------------------------------------------------------------- | ------------------------------------------------------------------------------- | ------------------------------------------------------------------------------- | ------------------------------------------------------------------------------- | ------------------------------------------------------------------------------- |
| 5-9-2008                                                                        | Varaždin                                                                        | Croazia under 21                                                                | 4 – 0                                                                           | Albania under 21                                                                | Qual. Europeo Under-21 2009                                                     | 1                                                                               | 21’                                                                             |
| 9-9-2008                                                                        | Varaždin                                                                        | Croazia under 21                                                                | 1 – 1                                                                           | Italia under 21                                                                 | Qual. Europeo Under-21 2009                                                     | -                                                                               | 26’ 68’                                                                         |
| Totale                                                                          |                                                                                 | Presenze                                                                        | 2                                                                               |                                                                                 | Reti                                                                            | 1                                                                               |                                                                                 |

## Palmares

### Club

#### Competizioni nazionali
- Coppa di Croazia: 1

Rijeka: 2013-2014
- Supercoppa di Croazia: 1

Rijeka: 2014
- Supercoppa di Moldavia: 1

Sheriff Tiraspol: 2016
- Coppa di Moldavia: 1

Sheriff Tiraspol: 2016-2017
- Campionato moldavo: 2

Sheriff Tiraspol: 2016-2017, 2017